# 표면과학

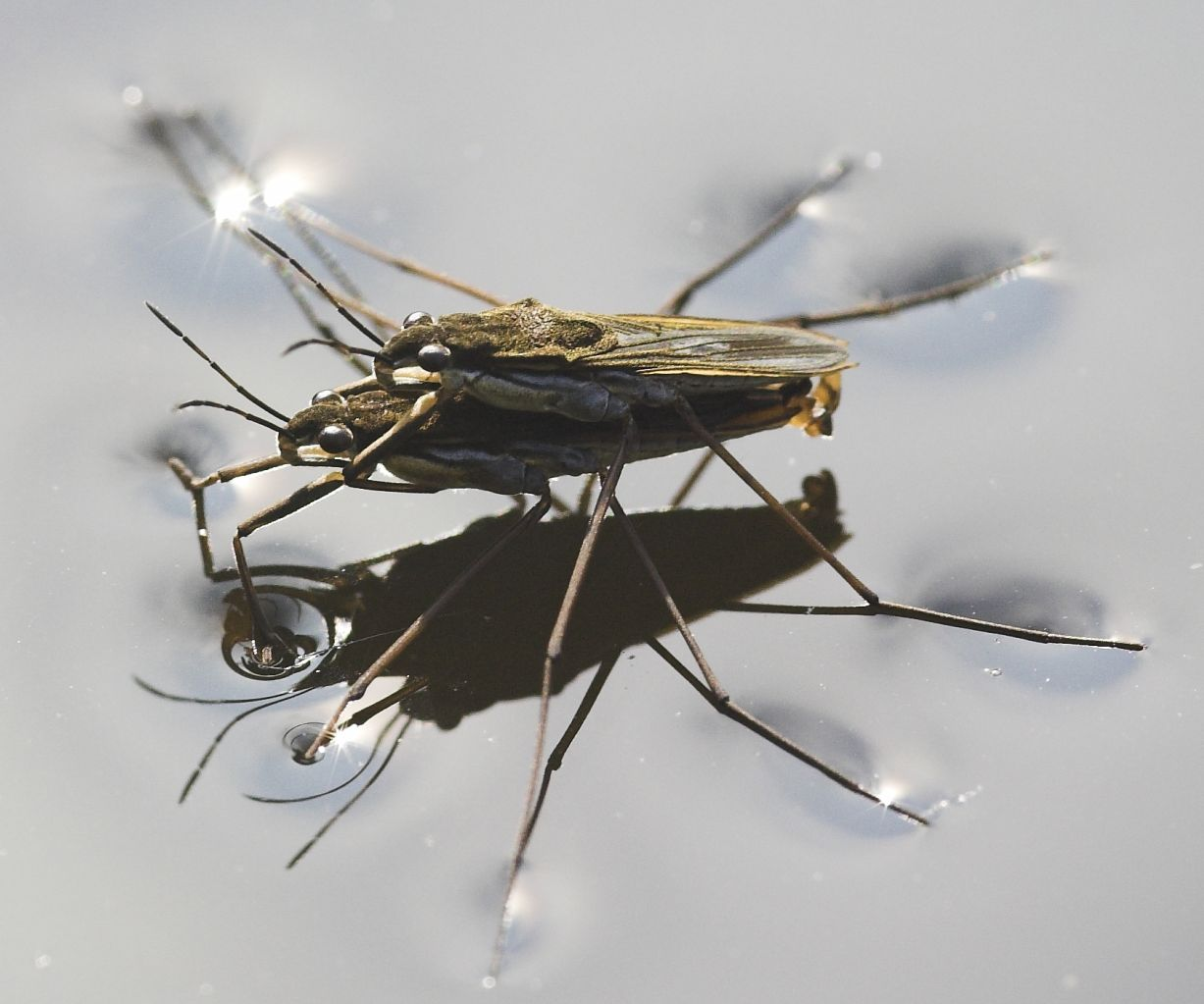

표면과학은 물질의 표면에서 일어난 현상을 다루는 화학의 한 분야이다.
물질의 표면이 그 내부와 매우 다른 물리, 화학적 성질을 가지는 현상을 다룬다. 화학반응의 속도를 좌우하는 데에도 중요하다.

## 표면화학
표면화학은 계면에서의 화학 반응 연구로 대략적으로 정의할 수 있다. 이는 표면 또는 접점의 특성에서 원하는 다양한 효과 또는 개선을 생성하는 선택된 요소 또는 기능 그룹을 통합하여 표면의 화학적 조성을 수정하는 것을 목표로 하는 표면 공학과 밀접한 관련이 있다. 표면과학은 불균일 촉매, 전기 화학 및 지구화학 분야에서 특히 중요하다.

## 같이 보기
- 계면